# 분 스어
분 스어(베트남어: bún sứa)는 베트남의 해파리 요리이다. 잘라이성의 빈딘, 카인호아성의 냐짱과 닌호아, 닌투언성의 판랑에 이르기까지 남중부 동해안에서 먹는 음식이며, 특히 닌호아의 족렛 해변 근처의 분 스어가 유명하다. 베트남어 "분(bún sứa)"은 "가는 쌀국수"를, "스어(bún sứa)"는 "해파리"를 뜻한다. 돼지뼈 육수에 쌀국수를 말고, 고명으로는 토마토와 새우, 해파리를 올린다. 상추, 숙주나물, 허브, 라임, 고추 등을 곁들여 낸다.

## 같이 보기
- 해파리냉채